# Dario Bonetti
Pour les articles homonymes, voir Bonetti.
Dario Bonetti (né le 5 août 1961 à San Zeno Naviglio, dans la province de Brescia, en Lombardie) est un ancien footballeur italien reconverti entraineur.

## Biographie
En tant que défenseur, Dario Bonetti fut international italien à deux occasions, les deux en 1986. Il honora sa première sélection à Bologne, le 8 octobre 1986, contre la Grèce, en match amical, qui se solda par une victoire italienne (2-0). Sa seconde et dernière sélection fut honorée le 15 novembre 1986, à Milan, contre la Suisse, dans le cadre des éliminatoires de l'Euro 1988, qui se solda par une victoire italienne (3-2).
Il joua dans de nombreux clubs italiens très prestigieux, remportant quatre coupes d'Italie, une supercoupe d'Italie et une Coupe UEFA en 1990.
Il entama une carrière d'entraîneur en Italie, en Écosse, en Hongrie, en Roumanie puis sélectionneur national de la Zambie.
Le 10 avril 2012 il retourne entraîner le Dinamo Bucarest. En novembre 2012, il est démis de ses fonctions.

## Clubs

### En tant que joueur
- 1978-1980 :  Brescia Calcio
- 1980-1982 :  AS Rome
- 1982-1983 :  UC Sampdoria
- 1983-1986 :  AS Rome
- 1986-1987 :  Milan AC
- 1987-1989 :  Hellas Vérone
- 1989-1991 :  Juventus FC
- 1991-1992 :  UC Sampdoria
- 1992-1993 :  SPAL Ferrara

### En tant qu'entraîneur
- 1999-2000 :  FS Sestrese
- 2000-2002 :  Dundee FC (entraîneur-adjoint)
- 2005 :  ASC Potenza
- 2006-2007 :  FC Sopron
- 2007-2008 :  Gallipoli Calcio
- 2008-2009 :  Juve Stabia
- 2009 :  Dinamo Bucarest
- 2009-2010 :  AS Pescina VG
- juil. 2010-oct. 2011 :  Zambie
- 2012-nov. 2012 :  Dinamo Bucarest
- 2016-août 2016 :  ASA Targu Mures
- juil. 2021-sept. 2021 :  Dinamo Bucarest

## Palmarès

### En tant que joueur
- Championnat d'Italie de football
  - Vice-champion en 1981, en 1984 et en 1986
- Coupe d'Italie de football

- - Vainqueur en 1981, en 1984, en 1986 et en 1990
- Ligue des champions de l'UEFA
  - Finaliste en 1984 et en 1992
- Coupe UEFA
  - Vainqueur en 1990
- Supercoupe d'Italie de football
  - Vainqueur en 1991